# Кафедра ядерной и медицинской физики ХНУ
Кафедра ядерной и медицинской физики — одна из четырёх кафедр физико-технического факультета ХНУ им. В. Н. Каразина. Ведёт подготовку специалистов по двум независимым направлениям — экспериментальная ядерная физика и медицинская физика.
Кафедра ядерной физики была создана 1937 по инициативе А. К. Вальтера. 1947 кафедра вошла в состав ядерного отделения и в обстановке секретности готовила физиков-ядерщиков для советского атомного проекта. В 1962 кафедра была включена в только что созданный физико-технический факультет, а в 1969 году вместе с ним переехала в новое здание в Пятихатках. Кафедра медицинской физики возникла как отдельная кафедра, но в 2012 году была объединена с кафедрой экспериментальной ядерной физики в кафедру ядерной и медицинской физики. Кафедрой руководит заместитель генерального директора Харьковского физико-технического института, академик НАНУ Н. Ф. Шульга.

## История

### Основание кафедры
Кафедра физики атомного ядра на физико-математическом факультете Харьковского университета была создана А. К. Вальтером при поддержке К. Д. Синельникова в 1937 году. Эта кафедра стала первой кафедрой ядерной физики на Украине. Основную часть преподавательской нагрузки на кафедре взяли на себя сотрудники УФТИ.
На время войны кафедра прервала свою работу, но с 1944/1945 учебного года возобновила преподавание. Примерно в это время кафедра меняет название, и в штатном расписании на 1944/45 учебный год она фигурирует как «кафедра электронных процессов и ядерной физики». При этом, как и ранее, кафедра остается главным на Украине центром обучения физиков-ядерщиков. Из-за невозможности вести научную работу в поврежденном войной помещении лаборатории в ХГУ, опыты проводили в лаборатории УФТИ.

### В составе ядерного отделения
28 января 1946 вышло Постановление Совнаркома СССР № 225-96сс (особая папка) «О подготовке инженеров-физиков и специалистов по физике атомного ядра и по радиохимии» за подписью Председателя Совнаркома И. В. Сталина. По этому постановлению 6 вузов СССР, включая Харьковский университет, должны были организовать подготовку инженеров-физиков и специалистов по физике атомного ядра и радиохимии. Постановление было вызвано масштабными работами над советским атомным проектом и инициировано его руководителем И. В. Курчатовым.
В 1947 году на базе кафедры электронных процессов и ядерной физики состоялся первый выпуск девяти физиков-ядерщиков. Но в то время из соображений секретности слова «ядерная физика» исчезли из названия кафедры, и она стала называться просто «кафедра электронных процессов».
В 1947 году в Харьковском университете было создано «ядерное отделение физико-математического факультета» (или просто спецотделение), и начиная с 1948 года физиков-ядерщиков выпускали уже с него. В состав ядерного отделения вошли кафедры электронных процессов (заведующий А. К. Вальтер), экспериментальной физики (заведующий К. Д. Синельников) и теоретической физики (заведующий А. И. Ахиезер), а руководителем отделения стал Григорий Ефимович Кривец. Из-за секретности, кафедра А. К. Вальтера в этот период во многих документах фигурировала как кафедра № 12, но начиная от 1955/56 учебного года она уже называется «кафедра экспериментальной ядерной физики».
Правительство уделяло много внимания поддержке ядерного проекта, и это чувствовалось на ядерном отделении. Студенты и преподаватели ядерного отделения имели много льгот. Была установлена практика доукомплектования четвертых и пятых курсов персонально отобранными студентами из других университетов. По воспоминаниям студентов, они самоотверженно учились, мечтая о перспективах работы на переднем крае науки. Распределением выпускников ядерного отделения руководило специальное ведомство в Москве, многие попадал в секретные ядерные лаборатории, и часто выпускники не знали мест работы даже своих однокурсников.
Во второй половине 1950-х годов степень секретности работ по ядерной физике начинает снижаться. С 1955/56 учебного года кафедра Вальтера начинает называться «кафедрой экспериментальной ядерной физики».

### В составе физико-технического факультета
21 ноября 1962 был подписан приказ министра высшего и среднего специального образования УССР № 780 «О создании в Харьковском государственном университете им. А. М. Горького физико-технического факультета, новых кафедр и объединении малочисленных кафедр». По этому приказу, на базе ядерного отделения создавался новый факультет, и в него входили кафедры экспериментальной ядерной физики (заведующий акад. А. К. Вальтер), теоретической ядерной физики (заведующий акад. А. И. Ахиезер), физики плазмы (заведующий акад. К. Д. Синельников), ускорителей (заведующий доц. А. М. Некрашевич) и кафедра материалов реакторостроения, создаваемая этим же приказом (заведующий акад. В. Е. Иванов).
В 1965 году, по рекомендации уже тяжело больного Вальтера, кафедру возглавил Илья Залюбовский. 1969 кафедра вместе с физико-техническим факультетом переехала в новое здание в Пятихатках. Это послужило толчком для бурного развития кафедры в 1970-е годы. Быстро росло число научных сотрудников научно-исследовательской части, и к 1980 году превысило 200 человек. Ежегодно оформлялись десятки авторских свидетельств на изобретения. Финансирование выполняемых на кафедре работ составляло 2 миллиона рублей (из 5 миллионов, которые получал факультет). Кафедра ежегодно выпускала от 13 до 29 специалистов, а рекордом стал 1967 год — 40 выпускников.

### Кафедра медицинской физики

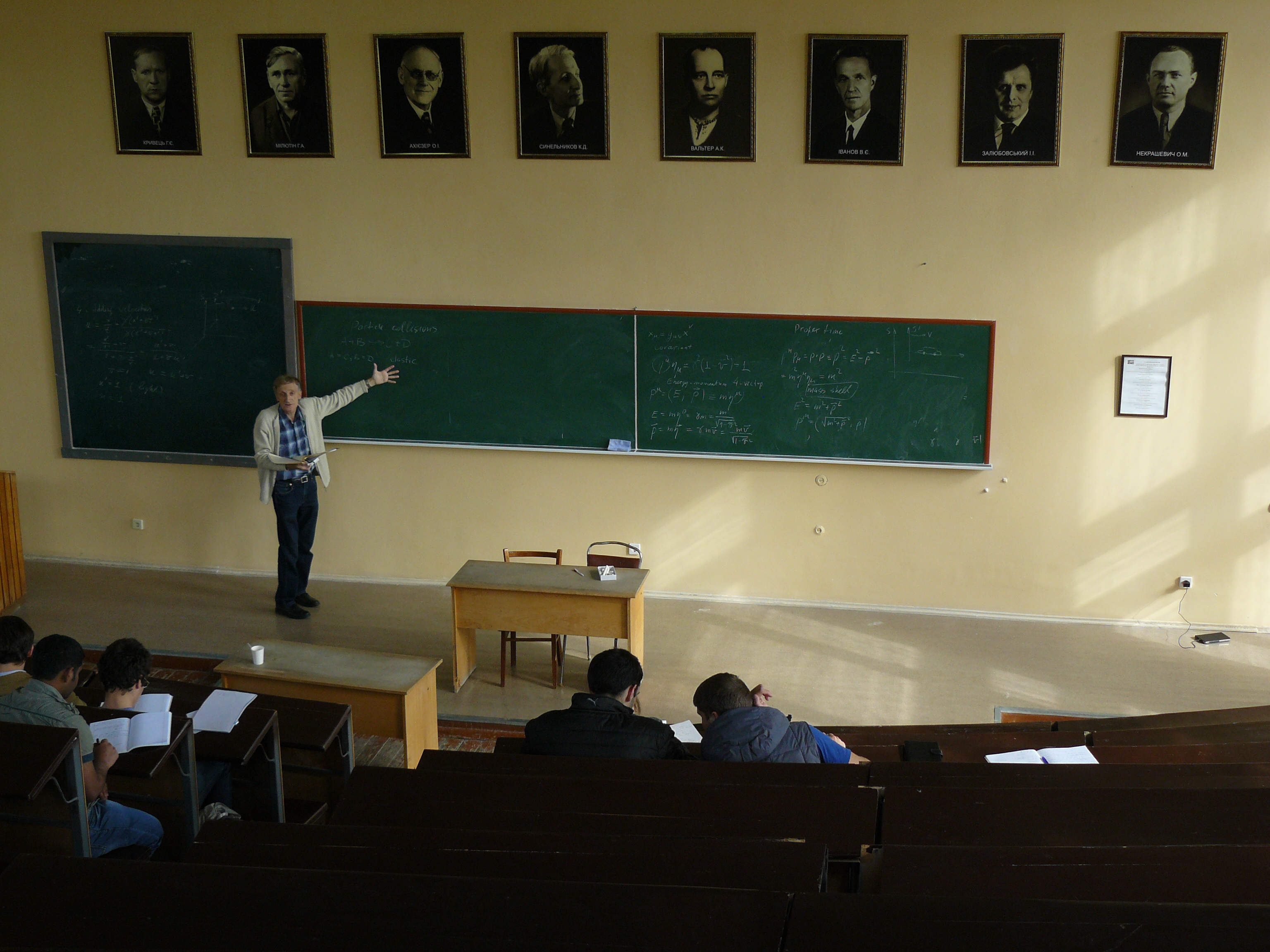
Лекция А. Ю. Корчина из элементарных частиц на 4-м курсе в аудитории 301 им. Залюбовского. На портретах бывшие заведующие кафедры Вальтер (4-й справа) и Залюбовский (2-й справа).

Кафедра медицинской физики возникла около 2000 года, как отдельная кафедра на физико-техническом факультете, и только потом была объединена с кафедрой экспериментальной ядерной физики. Первый выпуск магистров по специальности «Медицинская физика» состоялся в 2005 году.

### Объединение кафедр
1 сентября 2012 кафедры экспериментальной ядерной физики и медицинской физики были объединены в кафедру ядерной и медицинской физики.

## Заведующие кафедрой
- Вальтер, Антон Карлович (1937—1965)
- Залюбовский, Илья Иванович (от 1965)
- Шульга, Николай Федорович (сейчас)

## Выдающиеся сотрудники и выпускники
Многие выпускники кафедры приняли активное участие в разработке советского атомного проекта в Арзамасе-16 и  Челябинске-70 и за эти работы были награждены Сталинскими, Ленинскими и государственными премиями СССР, в частности, В. Г. Заграфов (1953, 1971, 1980), Р. З. Людаев (1973), А. И. Павловский (1953, 1963, 1983), И. В. Санин (1955, 1966), А. С. Ганеев (1964), Л. Е. Полянский (1967), М. А. Подурец (1968).
 Государственные премии Украины, полученные сотрудниками кафедры:
- 1971 — Шматко, Евгений Степанович, Залюбовский, Илья Иванович, за цикл работ по исследованию механизмов возникновения эффекта радиоизлучения широких атмосферных ливней космических лучей
- 1993 — Залюбовский, Илья Иванович, Вальтер, Антон Карлович (посмертно), за учебник «Ядерная физика»
- 1999 — Кузниченко А. В., за цикл научных работ «Закономерности и аномальные явления в ядерных процессах»
- 2002 — Шульга, Николай Федорович, за цикл научных работ «Эффекты коллективизации состояний и корреляции при дифракции и диффузном рассеянии, каналировании и излучении высокоэнергетических квазичастиц в кристаллах с дефектами».
- 2012 — Фомин, Сергей Петрович, за цикл научных работ «Динамика пучков частиц высоких энергий в кристаллических структурах, управление параметрами пучков и свойствами гамма-излучения»
- 2014 — Баранник, Евгений Александрович, за исследования и разработку приборов и средств для диагностики и магнитной нанотерапии рака

На кафедре преподавали два академика НАНУ — А. К. Вальтер и Н. Ф. Шульга, два члена-корреспондента НАНУ — В. Т. Толок и И. И. Залюбовский.